# Internationales Keramiksymposium
Das Internationale Keramiksymposium in Römhild, Thüringen ist ein Symposium zum Zweck des internationalen Austausches zwischen Künstlern auf dem Gebiet der Keramikkunst. Ziel ist die Förderung begabter Keramiker aus aller Welt und die Weiterentwicklung der Keramikkunst. Seine Veranstaltung knüpft an die besondere Tradition der Keramik in Römhild an. Initiator war der Römhilder Keramiker Siegfried Gramann. Das Symposium fand in den Jahren 1975 bis 1993 insgesamt siebenmal im Töpferhof Gramann und dann nach 15-jähriger Pause 2008 zum achten Mal statt, nachdem im April 2007 ein Verein zur Wiederbelebung des Symposiums gegründet worden war. Im Unterschied zum jährlichen Internationalen Hafnerei-Symposion, seit 2009 umbenannt in Internationales Symposion Keramikforschung, das seit 1968 zunächst in Osttirol stattfand und seit 1975 dann in wechselnden deutschen Städten abgehalten wird, steht in Römhild nicht die wissenschaftliche und technik-geschichtliche Erforschung der Keramikkunst, sondern deren zeitgenössische künstlerische Anwendung im Vordergrund. In der Vergangenheit trafen sich dazu jeweils 20 bis 25 Keramikkünstler zu einem mehrwöchigen Aufenthalt. Eine Jury, welche aus verdienten Keramikkünstlern besteht wählt vorab unter allen eingegangenen Bewerbungen aus. Die Künstler werden mit Stipendien über die Dauer des Symposiums ausgestattet. Die während dieser Zeit angefertigten Kunstwerke verbleiben in Römhild im Museum Schloss Glücksburg und bilden dort die Ausstellung „Keramik International“. Im Zuge des 40-jährigen Jubiläums findet das X. Symposium um 1 Jahr verschoben im Sommer 2015 statt.
| Symposium | Arbeitstitel                                         | Teilnehmer |
| --------- | ---------------------------------------------------- | --- |
| 1975      |                                                      | Maria Alkiewicz, Vasile Cigankow, Edith Galoscy, Kaija Riitta Iivonen, Dumitru Radulescu, Oldrich Rujbr, Margarita Mischljakowa, Jozef Susienka, Ulla Viotti, Frank Freigang, Walter Gebauer, Siegfried Gramann, Karl Jüttner, Dietrich Kleinschmidt, Gerd Lucke, Heidi Manthey, Christina Renker, Lothar Sell, Rolf Schulz, Horst Skorupa, Rosemarie Spies, Helmut Steindorf, Rolf-Rüdiger Weise, Ulli Wittich-Großkurth, Beate Zeiss                     |
|           |                                                      | |
| 1978      | Raumgestaltung und Gefäß                             | Laszlo Borsody, Urban Terez Borsodyne, Nicolina Djelebova, Nicole Giroud, Ilja Holesovsky, Jan Hricak, Sandor Kescemeti, Maria Lachur, Taras Lewkiw, Virgil Mihaescu, Ute Brade, Astrid Dannegger, Peter Dietrich, Frauke Gerhard, Dietrich Kleinschmidt, Kristian Körting, Barbara Löffler, Gertraud Möhwald, Karl Jüttner, Barbara Sammler, Hildegund Sell, Friedrich Stachat, Helmut Steindorf                                                          |
|           |                                                      | |
| 1981      | Raumgestaltung und Gefäß                             | Nazih Al-Hajari, Issam Bader, Angel Bebelekow, Ion Berendea, Zofia Czerwocz, Mohamad Hossamel-Den, Marta Kisfalusi, Maria Orosz, Rosiza Petkowa, Thomas Proll, Wan Sogomonjan, Anna Velgosova, Mario Enke, Karl Fulle, Bärbel Gritzmann, Christiane Grosz, Tomas Grzimek, Christa Koslitz, Roland Möller, Marlis Radebold, Brigitte Ringeling, Friedrich Stachat, Helmuth Steindorf, Peter Weber, Margret Weise                                            |
|           |                                                      | |
| 1984      | Keramisches Gefäß und keramische Plastik im Freiraum | Raid Abu Askar, Kazimierz Bak, Walentiyna Chalaczkiewicz, Jimmy Clark, Edita Devinska, José Fuster, Vaclav Hruza, Gabor Kemmenyffy, Eva Kovacs, Vasile Radeanu, Jordan Borisov Stojanow, Tadeusz Walter, Sigrid Artes, Monika Kaden, Ute Lohse, Gottfried Löffler, Guido von Martens, Ingeborg Meyer, Martin Möhwald, Kristian Otto, Judith Püschel, Detlef Reinemer, Wolfgang Rommel, Antje Scharfe, Friedrich Stachat, Helmut Steindorf, Christian Uhlig |
|           |                                                      | |
| 1987      | Keramisches Gefäß und keramische Plastik im Freiraum | Vasile Cercel, Wesela Doneva, Jiri Fuchs, Wodzimiers Sawronski, Georgi Kuprijanow, Peteris Martinsons, Marianne May, Attila Nemoda, Miroslav Paral, Anna Paskiewicz, Julia Rehak, Fritz Vehring, Karl Fulle, Thomas Grzimek, Wilko Hänsch, Sabine Heller, Marlies Lischka, Dietrich Löwe, Hans-Peter Meyer, Dörte Michaelis, Manfred Rößler, Christoph Schulz, Helmut Steindorf, Ursula Zänker                                                             |
|           |                                                      | |
| 1990      | Keramik raumbildend                                  | Marianne Fossgreen, Zsuzsa Füzesi, Magdalena Hefez, Toshiro Juhaku Inoue, Maria Kupczak-Zajadcz, Ole Reidar Moe, Elina Sorainen, Jindra Vikova, Margreet Zwetsloot, Falko Bärenwald, Heidemarie Dreßel, Klaus Freytag, Karl Fulle, Henry Gramann, Harald Jegozienski, Gerald Kaske, Angela Klärner, Martin Möhwald, Ina-Maria Otto, Renée Reichenbach, Armin Rieger, Marion Sander, Peter Schwarz                                                          |
|           |                                                      | |
| 1993      | Gefäß-Skulptur                                       | Erna Aaltonen, Barbara Cichocka, Maud Friedland, Aase Haugaard, Jevgenija Loginova, Brad Schwieger, Michal Sckoda, Setsuo Watanabe, Terje Westfoss, Georgette Zirbes, Petra Abel, Kerstin Abraham, Jens Bergener, Anne Brömme, Theresia Hebenstreit, Ute Lohse, Martin Möhwald, Inken Reinert, Antje Scharfe, Elke Thomann |
|           |                                                      | |
| 2008      | Phönix aus der Asche                                 | Elzbieta Grosseova, Stephanie Link, Danijela Pivasevic-Tenner, Gudrun Petzold, Heidi Preuss Grew |
|           |                                                      | |
| 2011      | Pantha rhei                                          | Daniela Schlagenhauf, David Jones, Aysegül Eren, Qui Wang, Velimir Vukicevic, Kyra Spieker, Marc Leuthold, Chih-Chi Hsu |
|           |                                                      | |
| 2015      | Genius loci                                          | Melinda Dempsey, Kenichi Harayama, Peter Christian Johnson, Ucki Kossdorff, Rafa Perez, Tanja Preminger, Irina Razumovskaja, Gudrun Sailer |